# Анна Елизабет фон Щолберг-Вернигероде
Анна Елизабет фон Щолберг-Вернигероде (на немски: Anna Elizabeth von Stolberg-Wernigerode; * 6 август 1624, Ортенберг; † 17 октомври 1668, Илзенбург, Харц) е графиня от Щолберг-Вернигероде-Ортенберг и чрез женитба графиня на Щолберг-Вернигероде. Тя е основател на „старата главна линия“ на графската фамилия Дом Щолберг.

## Произход
Тя е голямата дъщеря на граф Хайнрих Фолрад цу Щолберг-Вернигероде (1590 – 1641) и втората му съпруга Маргарета фон Золмс-Лаубах (1604 – 1648), дъщеря на граф Алберт Ото I фон Золмс-Лаубах (1576 – 1610) и принцеса Анна фон Хесен-Дармщат (1583 – 1631). Нейната сестра София Урсула Елеонора (1628 – 1675) е омъжена 1655 г. за княз Лебрехт фон Анхалт-Кьотен (1622 – 1669).
Анна Елизабет фон Щолберг-Вернигероде умира на 17 октомври 1668 г. на 44 години в Илзенбург, Вернигероде, Саксония-Анхалт, и е погребана в Св. Силвестри, Вернигероде.
- Дворец Ортенбург/Ортенберг
- Дворец Илзенбург в Харц, 2008

## Фамилия
Анна Елизабет фон Щолберг-Вернигероде се омъжва на 2 май 1649 г. в Кведлинбург за граф Хайнрих Ернст фон Щолберг (* 20 юли 1593; † 4 април 1672), най-възрастният син на граф Кристоф II фон Щолберг (1567 – 1638) и графиня Хедвиг фон Регенщайн-Бланкенбург (1572 – 1634). Те имат три деца:
- Ернст (1650 – 1710), граф на Вернигероде, женен на 10 юни 1672 г. за принцеса София Доротея фон Шварцбург-Арнщат (1647 – 1708)
- Анна Елеанора (1651 – 1690), омъжена на 23 март 1670 г. за княз Емануел фон Анхалт-Кьотен (1631 – 1670)
- Лудвиг Кристиан (1652 – 1710), граф в Гедерн, Шварца и част от Хонщайн (1677), женен I. на 26 септември 1680 г. за херцогиня София Доротея фон Вюртемберг-Нойенщат (1658 – 1681), II. на 14 май 1683 г. за херцогиня Христина фон Мекленбург-Гюстров (1663 – 1749)

- Дворец Щолберг
- Дворец Вернигероде в Харц ок. 1860